# Rockabye
Pour la chanson homonyme du groupe Clean Bandit, voir Rockabye (chanson).
Pour plus de détails, voir Fiche technique et Distribution.
Rockabye est un film américain réalisé par George Cukor et George Fitzmaurice, sorti en 1932.

## Synopsis
Judy Carroll est une jeune actrice à Broadway. Après avoir dû révéler son passé, elle se voit refuser le droit d'adopter une enfant. Elle découvre alors le texte d'une pièce de théâtre intitulée Rockabye, qui fait écho à sa propre histoire. Elle décide, avec l'aide de l'auteur dramatique Jacob Van Riker, de monter la pièce à Broadway.

## Fiche technique
- Titre français : Rockabye
- Réalisation : George Cukor, George Fitzmaurice
- Scénario : Jane Murfin d'après la pièce de Lucia Bronder
- Photographie : Charles Rosher
- Montage : George Hively
- Musique : Max Steiner (musiques d'archive), Harry Akst, Jeanne Borlini, Nacio Herb Brown, Edward Eliscu (chansons)
- Direction artistique : Carroll Clark
- Costumes : Josette De Lima
- Producteur : David O. Selznick
- Société de production : RKO Radio Pictures
- Pays de production :  États-Unis
- Format : Noir et blanc — 35 mm — 1,37:1 — Son : Mono (RCA Photophone System)
- Genre : Comédie dramatique
- Date de sortie : 
  - États-Unis : 25 novembre 1932

## Distribution
- Constance Bennett : Judy Carroll
- Joel McCrea : Jacobs Van Riker Pell
- Paul Lukas : Antonie de Sola
- Jobyna Howland : 'Snooks' Carroll
- Walter Pidgeon : Al Howard
- Clara Blandick : Brida
- Walter Catlett : Jimmy Dunn
- Virginia Hammond : Mrs. Van Riker Pell
- J.M. Kerrigan : Fagin

Et, parmi les acteurs non crédités
- Richard Carle : Doc
- Sterling Holloway, Bert Moorhouse : des clients du Speakeasy
- Edgar Kennedy : le conducteur du camion citerne
- Charles Middleton : le procureur
- Veda Buckland : Mrs. Evans
- Lita Chevret : une invitée
- Charles Dow Clark : Mr. Farley
- Virginia Howell : Mrs. Bronson
- Edwin Stanley : l'avocat de la défense
- Max Wagner : un journaliste